# Хелена Енгелман
Хелена Енгелман (раније Јарошка  ; Беч, 9. фебруар 1898 — Беч, 1. август 1985) је била аустријска клизачица у уметничком клизању у конкуренцији парова.
Хелена је била кћерка Едуарда Енгелмана млађег, који је три пута освајао златне медаље на Европском првенству у уметничком клизању, па је стога почела клизање још као дете.
Петнаесто годишња девојчица Хелена је 1913. постала светски првак у пару са Карлом Мејстриком. Она је до данас најмлађа светска првакиња у паровима. Енгелманова је такође освојила светске титуле 1922. и 1924. са партнером Алфредом Бергером. Они су постали олимпијски победници на Зимским олимпијским играма 1924.. Хелена се није такмичила на европским првенствима, као и њен отац, јер је то какмичење успостављено од 1930.

## Резултати
са Алфредом Бергером
| Такмичење                               | 1921. | 1922. | 1923. | 1924. |
| --------------------------------------- | ----- | ----- | ----- | ----- |
| Зимске олимпијске игре                  |       |       |       |       |
| Светско првенство у уметничком клизању  |       |       |       |       |
| Првенство Аустрије у уметничком клизању |       |       |       |       |

са Карлом Мејстриком
| Такмичење                               | 1913. | 1914. |
| --------------------------------------- | ----- | ----- |
| Светско првенство у уметничком клизању  |       |       |
| Првенство Аустрије у уметничком клизању |       |       |